# A.S. Handball Albatro Siracusa 2018-2019

## Stagione
L'Albatro Teamnetwork Siracusa partecipa nella stagione 2018-2019 al campionato di Serie B. Al termine della stagione verrà promosso in Serie A2. Vincerà anche la Coppa Sicilia.

## Rosa
| N° | Naz.                 | Ruolo | Sportivo             | Anno |  |  |
| -- | -------------------- | ----- | -------------------- | ---- |  |  |
| 12 | Italia (bandiera)    | P     | Gabriele Nobile      | 2001 |  |  |
| 32 | Italia (bandiera)    | P     | Gianmarco Fontana    | 2002 |  |  |
| 70 | Italia (bandiera)    | P     | Lorenzo Rubino       | 2003 |  |  |
| 3  | Italia (bandiera)    | C     | Michelangelo Manuele | 1995 |  |  |
| 4  | Italia (bandiera)    | A     | Gaetano Genovese     | 1993 |  |  |
| 6  | Italia (bandiera)    | T     | Gianluca Vinci       | 1999 |  |  |
| 7  | Italia (bandiera)    | A     | Nicolò Argentino     | 2001 |  |  |
| 8  | Italia (bandiera)    | T     | Mattia Calvo         | 1990 |  |  |
| 9  | Italia (bandiera)    | A     | Alessandro Bandiera  | 2005 |  |  |
| 10 | Argentina (bandiera) | C     | Federico Vanoli      | 1994 |  |  |
| 11 | Italia (bandiera)    | A     | Andrea Calvo         | 1987 |  |  |
| 17 | Argentina (bandiera) | A     | Bruno De Simone      | 1992 |  |  |
| 18 | Italia (bandiera)    | A     | Francesco Burgio     | 2005 |  |  |
| 19 | Italia (bandiera)    | PV    | Stefano Garofalo     | 1990 |  |  |
| 22 | Italia (bandiera)    | PV    | Alessio Lo Bello     | 2000 |  |  |
| 23 | Argentina (bandiera) | PV    | Maximo Murga         | 1985 |  |  |
| 24 | Italia (bandiera)    | A     | Giuseppe Cuzzupè     | 2005 |  |  |
| 77 | Italia (bandiera)    | T     | Matteo Mizzi         | 2004 |  |  |

- Allenatore: Giuseppe Vinci